# Radovec (Horvátország)
Radovec falu Horvátországban, Varasd megyében. Közigazgatásilag Cesticához tartozik.

## Fekvése
Varasdtól 18 km-re északnyugatra, Cesticától 1 km-re délkeletre a Zagorje északi peremén fekszik.

## Története
A falu plébániáját és templomát már 1334-ben említik a zágrábi káptalan oklevelében. A régi templomot 1753-ban bővítették, illetve barokk stílusban építették át.
1857-ben 238, 1910-ben 441 lakost számláltak a településen. 1920-ig Varasd vármegye Varasdi járásához tartozott. 2001-ben  a falunak 315 lakosa volt.

## Nevezetességei
A Szent Kereszt Felmagasztalása tiszteletére szentelt római katolikus plébániatemploma 1334-ben már állt. 1753-ban barokk stílusban átépítették. Homlokzatán reneszánsz stílusú bifórium, felette mannerista stílusú fülkék láthatók, melyek  Krisztus és az apostolok szobrai számára készültek. Ma a régi faszobrokat festett alakok helyettesítik. A templomhoz a Szűz Mária kápolna, a harangtorony és a sekrestye csatlakozik. Legrégibb berendezési tárgya az 1682-ben készített keresztelő medence. 13 regiszteres orgonáját 1888-ban Heferer műhelyében készítették.

## Népessége
| Lakosság változása | Lakosság változása | Lakosság változása | Lakosság változása | Lakosság változása | Lakosság változása | Lakosság változása | Lakosság változása | Lakosság változása | Lakosság változása | Lakosság változása | Lakosság változása | Lakosság változása | Lakosság változása | Lakosság változása | Lakosság változása |
| ------------------ | ------------------ | ------------------ | ------------------ | ------------------ | ------------------ | ------------------ | ------------------ | ------------------ | ------------------ | ------------------ | ------------------ | ------------------ | ------------------ | ------------------ | ------------------ |
| 1857               | 1869               | 1880               | 1890               | 1900               | 1910               | 1921               | 1931               | 1948               | 1953               | 1961               | 1971               | 1981               | 1991               | 2001               | 2011               |
| 238                | 319                | 331                | 361                | 376                | 441                | 445                | 456                | 477                | 346                | 325                | 288                | 303                | 284                | 315                | 336                |